# Herrarnas scullerfyra i rodd vid olympiska sommarspelen 1980
Herrarnas scullerfyra i rodd vid olympiska sommarspelen 1980 avgjordes mellan den 20 och 27 juli 1980. Grenen hade totalt 48 deltagare från 12 länder.

## Medaljörer
| Gren        | Guld                                                           | Silver                                                                       | Brons                                                            |
| Scullerfyra | Östtyskland Frank Dundr Carsten Bunk Uwe Heppner Martin Winter | Sovjetunionen Jurij Sjapotjka Evgeni Barbakov Valeri Klesjnjov Mjkola Dovhan | Bulgarien Mincho Nikolov Lyubomir Petrov Ivo Rusev Bogdan Dobrev |

## Resultat

### Heat

#### Heat 1
| Placering | Roddare                                                                               | Land        | Tid     |
| --------- | ------------------------------------------------------------------------------------- | ----------- | ------- |
| 1         | Milan Arežina, Darko Zibar, Dragan Obdradovic, Nikola Stefanovic                      | Jugoslavien | 6:13,96 |
| 2         | Juan Solano, Jesús González, Manuel Vera, Julio Oliver                                | Spanien     | 6:18,61 |
| 3         | Jan Reiner Modest, Per Rasmussen, Morten Espersen, Ole Bloch Jensen                   | Danmark     | 6:19,28 |
| 4         | Siegfried Sageder, Bruno Flecker, Rainer Holzhaider, Michael Sageder                  | Österrike   | 6:19,28 |
| 5         | José Cláudio Lazzarotto, Ronaldo de Carvalho, Ricardo de Carvalho, Waldemar Trombetta | Brasilien   | 6:25,84 |
| 6         | Andrzej Skowroński, Zbigniew Andruszkiewicz, Ryszard Burak, Stanisław Wierzbicki      | Polen       | 6:27,24 |

#### Heat 2
| Placering | Roddare                                                               | Land          | Tid     |
| --------- | --------------------------------------------------------------------- | ------------- | ------- |
| 1         | Frank Dundr, Carsten Bunk, Uwe Heppner, Martin Winter                 | Östtyskland   | 6:01,68 |
| 2         | Mintjo Nikolov, Ljubomir Petrov, Ivo Rusev, Bogdan Dobrev             | Bulgarien     | 6:01,68 |
| 3         | Christian Marquis, Jean Raymond Peltier, Charles Imbert, Roland Weill | Frankrike     | 6:11,33 |
| 4         | Jurij Sjapotjka, Evgeni Barbakov, Valeri Klesjnyov, Mykola Dovhan     | Sovjetunionen | 6:14,67 |
| 5         | Victor Scheffers, Jeroen Vervoort, Rob Robbers, Ronald Vervoort       | Nederländerna | 6:28,25 |
| 6         | Roberto Quintero, César Herrera, Nelson Simon, Horacio Cabrera        | Kuba          | 6:39,28 |

### Återkval

#### Heat 1
| Placering | Roddare                                                                          | Land          | Tid     |
| --------- | -------------------------------------------------------------------------------- | ------------- | ------- |
| 1         | Christian Marquis, Jean Raymond Peltier, Charles Imbert, Roland Weill            | Frankrike     | 5:59,54 |
| 2         | Juan Solano, Jesús González, Manuel Vera, Julio Oliver                           | Spanien       | 6:00,77 |
| 3         | Victor Scheffers, Jeroen Vervoort, Rob Robbers, Ronald Vervoort                  | Nederländerna | 6:05,19 |
| 4         | Siegfried Sageder, Bruno Flecker, Rainer Holzhaider, Michael Sageder             | Österrike     | 6:16,22 |
| 5         | Andrzej Skowroński, Zbigniew Andruszkiewicz, Ryszard Burak, Stanisław Wierzbicki | Polen         | 6:16,69 |

#### Heat 2
| Placering | Roddare                                                                               | Land          | Tid     |
| --------- | ------------------------------------------------------------------------------------- | ------------- | ------- |
| 1         | Jurij Sjapotjka, Evgeni Barbakov, Valeri Klesjnyov, Mykola Dovhan                     | Sovjetunionen | 5:57,82 |
| 2         | Mintjo Nikolov, Ljubomir Petrov, Ivo Rusev, Bogdan Dobrev                             | Bulgarien     | 6:00,78 |
| 3         | Jan Reiner Modest, Per Rasmussen, Morten Espersen, Ole Bloch Jensen                   | Danmark       | 6:02,60 |
| 4         | José Cláudio Lazzarotto, Ronaldo de Carvalho, Ricardo de Carvalho, Waldemar Trombetta | Brasilien     | 6:11,96 |
| 5         | Roberto Quintero, César Herrera, Nelson Simon, Horacio Cabrera                        | Kuba          | 6:25,64 |

### Finaler

#### A-final
| Placering | Roddare                                                               | Land          | Tid     |
| --------- | --------------------------------------------------------------------- | ------------- | ------- |
| 1         | Frank Dundr, Carsten Bunk, Uwe Heppner, Martin Winter                 | Östtyskland   | 5:49,81 |
| 2         | Jurij Sjapotjka, Evgeni Barbakov, Valeri Klesjnyov, Mykola Dovhan     | Sovjetunionen | 5:51,47 |
| 3         | Mintjo Nikolov, Ljubomir Petrov, Ivo Rusev, Bogdan Dobrev             | Bulgarien     | 5:52,38 |
| 4         | Christian Marquis, Jean Raymond Peltier, Charles Imbert, Roland Weill | Frankrike     | 5:53,45 |
| 5         | Juan Solano, Jesús González, Manuel Vera, Julio Oliver                | Spanien       | 6:01,19 |
| 6         | Milan Arežina, Darko Zibar, Dragan Obdradovic, Nikola Stefanovic      | Jugoslavien   | 6:10,76 |

#### B-final
| Placering | Roddare                                                                               | Land          | Tid     |
| --------- | ------------------------------------------------------------------------------------- | ------------- | ------- |
| 7         | Andrzej Skowroński, Zbigniew Andruszkiewicz, Ryszard Burak, Stanisław Wierzbicki      | Polen         | 5:58,63 |
| 8         | Victor Scheffers, Jeroen Vervoort, Rob Robbers, Ronald Vervoort                       | Nederländerna | 6:02,58 |
| 9         | Jan Reiner Modest, Per Rasmussen, Morten Espersen, Ole Bloch Jensen                   | Danmark       | 6:05,38 |
| 10        | Siegfried Sageder, Bruno Flecker, Rainer Holzhaider, Michael Sageder                  | Österrike     | 6:06,27 |
| 11        | José Cláudio Lazzarotto, Ronaldo de Carvalho, Ricardo de Carvalho, Waldemar Trombetta | Brasilien     | 6:06,58 |
| 12        | Roberto Quintero, César Herrera, Nelson Simon, Horacio Cabrera                        | Kuba          | 6:16,65 |